# 감옥 (2009년 인도 영화)
감옥(Jail)은 인도에서 제작된 마두르 반다카르 감독의 2009년 드라마 영화이다. 닐 니틴 무케쉬 등이 주연으로 출연하였다.

## 출연

### 주연
- 닐 니틴 무케쉬
- 마노즈 바즈빠이
- 아야 바바

### 조연
- 아툴 쿨카니